# SRP-Rezeptor
Der SRP-Rezeptor (SR, DP), der auch als docking Protein bezeichnet wird, ist ein Protein, bei Eukaryoten im Endoplasmatischen Retikulum und bei Prokaryoten an der Plasmamembran lokalisiert. Es spielt eine wichtige Rolle bei der Proteinbiosynthese von Transport-, Membran- und Exportproteinen. Der Hauptligand von SR ist das Signal Recognition Particle (SRP), ein Proteinkomplex, der während der Proteinsynthese an die so genannte Signalsequenz des entstehenden Peptids bindet, wodurch die Translation gestoppt wird, bis das SRP, ein G-Protein, an den SRP-Rezeptor bindet. Durch diese Interaktion wird ein Kontakt zwischen Ribosom und Translokase vermittelt. Durch Hydrolyse von GTP im SRP und im SRP-Rezeptor kommt es zu einer Dissoziation der Verbindung und die Proteinbiosynthese kann cotranslational im Lumen des Endoplasmatischen Retikulums beziehungsweise an der Plasmamembran fortgesetzt werden. 
Der SRP-Rezeptor ist ein Dimer aus zwei G-Proteinen, einer peripheren α-Protein-Untereinheit und einer integralen β-Untereinheit. Bei Prokaryoten ist es nur ein Homolog der α-Untereinheit.

## Quelle
- H. Kleinig, U. Maier: Zellbiologie. Gustav-Fischer-Verlag, 1999, 4. Auflage, S. 249–252, ISBN 3-437-26010-3